# Visard

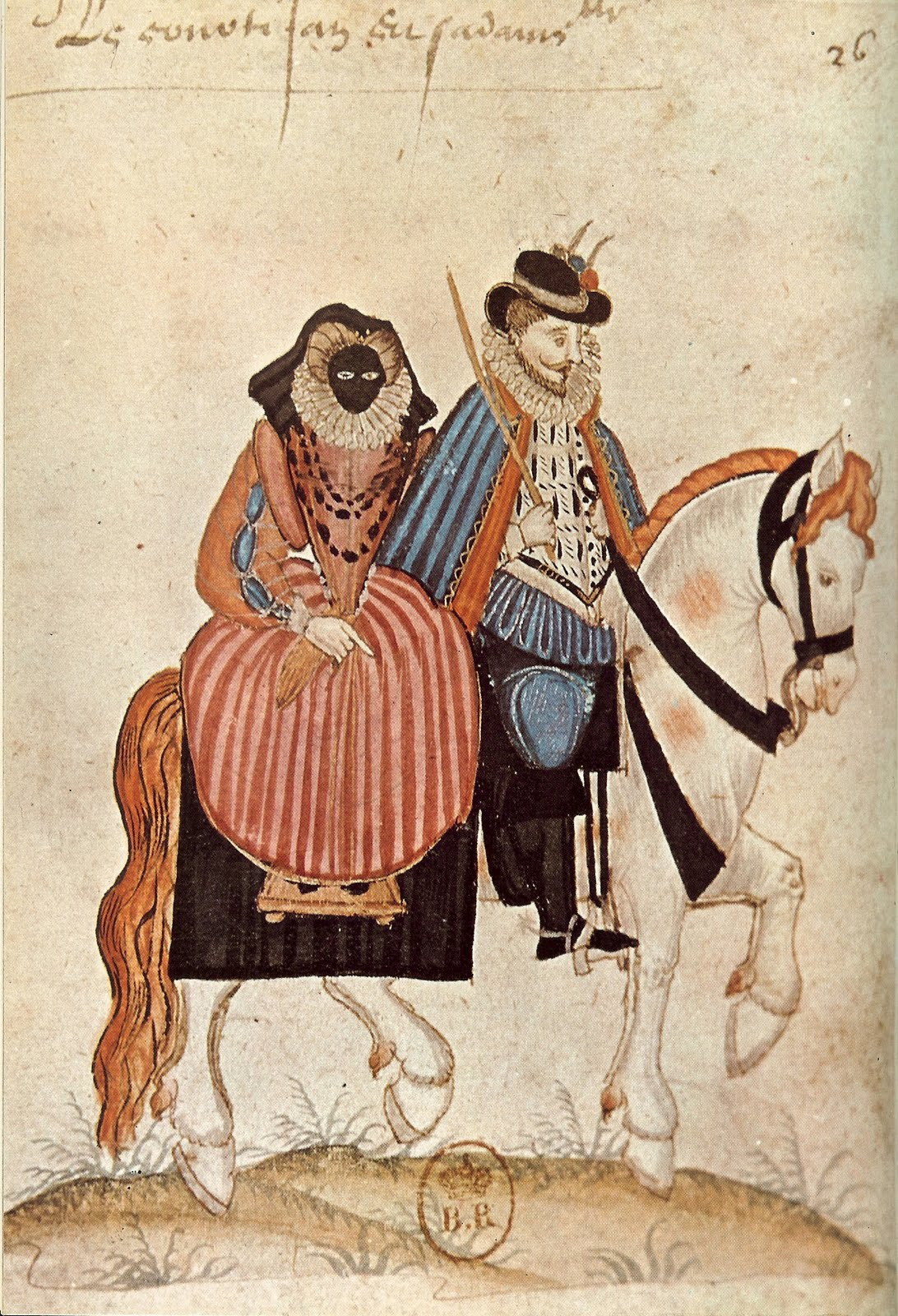
Uma mulher do século 16 usa um visard enquanto cavalga com o marido.

Um visard (também escrito vizard) é uma máscara oval de veludo preto, usada por mulheres que viajavam no século 16 para proteger a pele das queimaduras solares.  A moda da época para as mulheres ricas era manter a pele pálida, porque um bronzeado sugeria que o portador trabalhava fora e, portanto, era pobre. Alguns tipos de vizard não eram presos por presilhas ou laços de fita e, em vez disso, o usuário prendia uma conta presa ao interior da máscara entre os dentes.

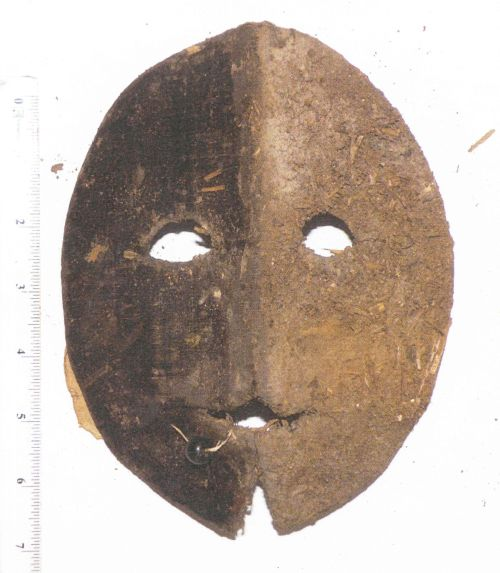
A frente de uma máscara Visard.

Em Veneza, o visard evoluiu para um desenho sem orifício para a boca, o moretta, e era preso com um botão entre os dentes em vez de uma conta. A prevenção da fala pela máscara foi deliberada, com a intenção de aumentar ainda mais o mistério de uma mulher mascarada. 